# 半变态

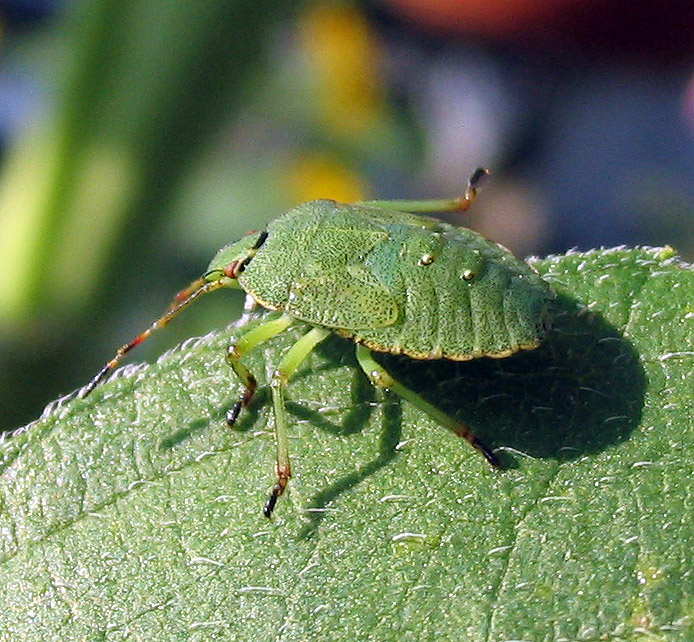
紅尾碧蝽（Palomena prasina），属于不完全变态中的渐进变态

半变态（英語：hemimetabolism）或渐变态（paurometabolism），又稱不完全變態（incomplete metamorphosis）或直接变态（direct metamorphosis），是昆虫发育的一种类型，指有翅昆虫外生翅类，在生命周期中经历的只有卵、若虫（或稚虫）和成虫三个不同虫态的“三阶变态”的发育过程。
此类型的昆虫发育三个阶段之间的是逐渐变化的，没有蛹这个阶段。稚虫通常与成虫外表相似，但其生态异于成虫，也有复眼、展开的腿以及突出于体外，可以被观察到的翅。

## 半变态细分类
半变态（不完全变态）昆虫通常更进一步分为渐进变态和半变态以及前变态三类。渐进变态昆虫的若虫和成虫生活在相同的环境（水、空气或土壤等）中，例如直翅目的蝗虫和蟋蟀，以及一些半翅目的昆虫。半变态及前变态昆虫的稚虫和成虫生活的环境不同，如蜻蜓的稚虫水虿生活在水中，而成虫蜻蜓则生活在空中；蝉的稚虫生活在土壤中，而成虫则生活在树上。